# Exelby, Leeming and Londonderry
Exelby, Leeming and Londonderry – civil parish w Anglii, w North Yorkshire, w dystrykcie (unitary authority) North Yorkshire. W 2011 civil parish liczyła 2788 mieszkańców.